# Ординарий (священнослужитель)

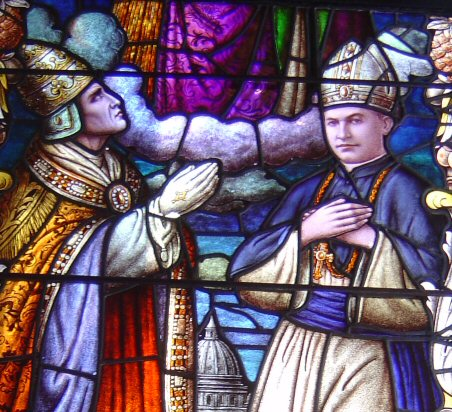
Римский папа Пий XI, изображённый на витраже собора Богородицы Мира в Гонолулу, является ординарием Католической церкви. В то же время епископ Стивен Алекастр является ординарием местной епархии Гонолулу

Ордина́рий (лат. ordinarius) — в западном христианстве (у католиков и некоторых протестантов) — священнослужитель, занимающий должность, в силу которой он получает ординарную власть. Епископ-ординарий означает то же самое, что и правящий архиерей.

## Виды ординариев в Католической церкви
Обычно, но не обязательно, католический ординарий является епископом. Ординарием Вселенской Церкви является папа римский.

«Под ординарием понимаются в праве, кроме Римского Понтифика, диоцезные епископы и все те, кто — пусть лишь временно — поставлен во главе какой-либо отдельной Церкви или общины».

### Местные ординарии
Местные ординарии возглавляют так называемые отдельные Церкви — епархии, а также приравненные к ним территориальные прелатуры, территориальные аббатства, апостольские викариаты, апостольские префектуры, апостольские администратуры.
- Епархиальные (диоцезальные) епископы;
- Капитулярные викарии, администраторы sede vacante (то есть замещающие отсутствующего епископа), апостольские викарии, апостольские префекты, апостольские администраторы, экзархи;
- Генеральные викарии и протосинкеллы;
- Епископские викарии и синкеллы.

### Другие ординарии
- В Восточных Католических Церквах — патриархи, верховные архиепископы и митрополиты, возглавляющие Церкви sui juris;
- Аббаты и верховные настоятели (обладают ординарной властью над монашествующими своих аббатств и орденов);
- Главы персональных прелатур.